# Veratrum albiflorum
Veratrum albiflorum är en nysrotsväxtart som beskrevs av Alexandr Innokentevich Tolmatchew. Veratrum albiflorum ingår i släktet nysrötter, och familjen nysrotsväxter. Inga underarter finns listade.